# John Dickens
John Dickens (21 agosto 1785 – 31 marzo 1851) è stato un giornalista inglese.

## Biografia
Era il figlio di William Dickens (1719-1785), e di sua moglie, Elizabeth Bal (1745-1824). John Dickens era un impiegato della Royal Navy a Portsmouth.
Il 13 giugno 1809 sposò a St Mary le Strand, Londra, Elizabeth Barrow (1789-1863), figlia di Charles Barrow e di Mary Culliford. Ebbero sette figli:
- Frances (Fanny) Elizabeth Dickens (1810-1848), sposò Henry Burnett, ebbero un figlio;
- Charles John Huffam Dickens (1812-1870);
- Letitia Dickens (1816-1893), sposò l'architetto e artista Henry Austin, non ebbero figli;
- Harriet Dickens (1819-1824);
- Frederick Dickens (1820-1868);
- Alfred Lamert Dickens (1822-1860);
- Augustus Newnham Dickens (1827-1866).

In seguito è stato trasferito a Londra e poi a Chatham, tornando a vivere a Camden Town a Londra nel 1822. John Dickens trovò difficile a predersi cura della sua famiglia con il suo ridotto stipendio. Dovette quindi vendere i propri beni per pagare i debiti.
Descritto da suo figlio Charles come "un opportunista senza alcun senso soldi" in grado di soddisfare i suoi creditori, il 20 febbraio 1824 John Dickens fu imprigionato nella prigione di Marshalsea Prison per debito (in base all'Insolvent Debtor's Act of 1813), perché doveva a un panettiere, James Kerr, 40 sterline e 10 scellini. La moglie Elizabeth e i loro quattro figli più piccoli si unirono a lui in prigione nel mese di aprile 1824. John Dickens fu poi rilasciato dopo tre mesi, il 28 maggio 1824, per la morte di sua madre, Elizabeth Ball, che gli aveva lasciato la somma di £ 450 nel suo testamento. In attesa di questa eredità, Dickens, dopo aver scritto una petizione, ottenne la scarcerazione. Dickens pagò i suoi creditori e lui e la sua famiglia lasciarono Marshalsea e si stabilirino nella casa di Mrs. Roylance, dove viveva il figlio Charles.
Alcuni anni più tardi John Dickens fu di nuovo e per un breve periodo incarcerato per debito, e poi rilasciato solo quando il figlio Charles prese in prestito dei soldi dai suoi amici in base alla sicurezza del suo stipendio.
Divenne poi un giornalista, e nel 1828 un cronista parlamentare, come il suo famoso figlio prima di lui. Quando Charles Dickens si guadagnò la fama come scrittore, John Dickens mise spesso in imbarazzo il figlio cercando finanziamenti da parte di amici editori di Charles. Preoccupato per i problemi finanziari del padre, Charles Dickens affittò una casetta per i suoi genitori lontano da Londra, e, come pensava, lontano dalle tentazioni, a Alphington, nel Devon. Tuttavia, John Dickens continuò a scrivere agli amici editori di Charles chiedendo denaro. Alla fine, lui e sua moglie tornarono a Londra.
Morì il 31 marzo 1851 per una infezione dell'uretra. Secondo una lettera inviata da Charles Dickens alla moglie, suo padre era stato colpito da una malattia alla vescica, ma aveva mantenuto la condizione segreta.
Dickens raffigurò suo padre nel personaggio di Wilkins Micawber nel suo romanzo semi-autobiografico di David Copperfield.
John Dickens è sepolto con la moglie Elizabeth nel cimitero di Highgate.